# Un capitaine de quinze ans (film, 1974)
Pour les articles homonymes, voir Un capitaine de quinze ans et Un capitaine de quinze ans (film, 1945).
Pour plus de détails, voir Fiche technique et Distribution.
Un capitaine de quinze ans (en espagnol : Un capitán de quince años) est un film d'aventures franco-espagnol réalisé par Jesús Franco, sorti en 1974. Il est tiré du roman éponyme de Jules Verne.

## Synopsis
Le jeune marin Dick Sand est novice à bord du brick-goélette Pilgrim commandé par le capitaine Hull. Après une saison de pêche calamiteuse, le baleinier repart de Nouvelle-Zélande pour rentrer en Amérique, lorsque commence le récit, en 1873. Au cours du voyage de retour, le capitaine ne résiste pas à chasser une jubarte ou baleine franche ; mais la course au cétacé tourne au désastre et le jeune orphelin se retrouve seul maître à bord, avec la femme de l'armateur, Mistress Weldon et son jeune fils Jack à ramener à bon port.

## Fiche technique
- Titre : Un capitaine de quinze ans
- Réalisation : Jesús Franco
- Scénario :  José Antonio Arévalo, Gonzalo Cañas, Jesús Franco
- Directeur de photographie : Paul Souvestre
- Caméraman : Howard Vernon
- Montage : Roberto Fandiño
- Musique : Bruno Nicolai, René Sylviano, Daniel White
- Producteur : Robert de Nesle, Arturo Marcos
- Format : noir et blanc
- Genre : aventures
- Durée : 88 minutes
- Date de sortie : 1974

## Distribution
- José Manuel Marcos : Dick Sand
- Edmund Purdom : Amiral Marlowe (VF : Jacques Torrens)
- Marc Cassot : Le capitaine Hull
- William Berger : Negoro (VF : Henry Djanik)
- Fernando Bilbao : Hercule
- Doris Thomas : Clara Marlowe (VF : Perrette Pradier)
- Howard Vernon : Harris
- Sergio Mendizábal : Cousin Bénédict
- Armand Mestral : Korda
- Luis Barboo : Un marin du Pilgrim (VF : Marcel Painvin)
- Alberto Dalbes : Vargas
- Gonzalo Cañas : Bat
- Marisol Delgado : La femme de chambre de Clara
- Le narrateur (VF : Michel Gatineau)
- Tom (VF : Jean Berton)